# Linda Hardy
Pour les articles homonymes, voir Hardy.
Linda Hardy, née le 
11 octobre 1973 à Nantes, est une actrice et mannequin française.
Elle a été élue Miss Pays de Loire 1991 puis Miss France 1992. Elle est également connue pour son rôle de Clémentine Doucet dans la série Demain nous appartient sur TF1, et pour avoir coanimé l'émission Tout le monde en parle avec Thierry Ardisson entre 1999 et 2000 sur France 2.

## Biographie

### Études
À 17 ans, Linda Hardy veut être pédiatre mais après avoir obtenu son Baccalauréat scientifique au lycée Carcouët à Nantes, elle est élue Miss Pays de Loire 1991.

### Miss France 1992
Linda Hardy participe à l'élection de Miss France 1992, se déroulant au CNIT de la Défense à Puteaux, diffusée le 29 décembre 1991 en direct sur FR3 et présentée par Julien Lepers. Âgée de 18 ans, elle est élue Miss France 1992 face à 41 Miss régionales, devenant la 62e Miss France et la première Miss Pays de Loire à remporter ce titre. Elle succède à Mareva Georges, Miss France 1991. Ses dauphines sont Isabelle Vitry, Miss Savoie (1re dauphine), Bénédicte Delmas, Miss Côte Basque (2e dauphine), Anne Jandera, Miss Alsace (3e dauphine) et Valérie Chauvet, Miss Saint-Étienne (4e dauphine).
Linda Hardy représente la France au concours Miss Univers le 8 mai 1992 à Bangkok (Thaïlande) ainsi qu'au concours Miss Monde le 12 décembre 1992 à Sun City (Afrique du Sud). Elle n'a pas été classée dans les deux concours. Entre-temps le 15 juin, elle obtient le Prix d'Élégance Miss Europe 1992 à Athènes.
Le 27 décembre 1992, elle transmet sa couronne de Miss France à Véronique de la Cruz, Miss Guadeloupe élue Miss France 1993.

### Animatrice et actrice
À partir de septembre 1999, elle coprésente durant quelques mois le talk-show Tout le monde en parle sur France 2 aux côtés de Thierry Ardisson. Le 22 janvier 2000, elle décide de quitter l'émission[réf. nécessaire]. Rêvant de devenir comédienne, elle part pour les États-Unis pour suivre des cours de théâtre et travaille avec Corinne Blu, Jacques Wazensky, Patricia Sterlin et Cameron Thor.
En 1999, elle commence sa carrière d'actrice. Elle joue dans Recto/Verso de Jean-Marc Longval, aux côtés de Smaïn. L'année suivante, en 2000, elle participe à la troisième saison de la série télévisée humoristique H avec Jamel Debbouze et le duo Éric et Ramzy. Elle monte pour la première fois sur les planches en 2002 dans Putain de soirée ! de Daniel Colas au théâtre des Mathurins.
Elle apparaît ensuite dans plusieurs films tels que Immortel, ad vitam d'Enki Bilal en 2004 ou Le Souffleur de Guillaume Pixie en 2005. Mais elle rencontre le succès grâce aux téléfilms écrits par le romancier et scénariste à succès Laurent Scalese, La Taupe et La Taupe 2 respectivement en 2006 et 2008. Elle participe également à de nombreuses séries. De 2008 à 2009, elle tient le rôle récurrent de l'adjudant-chef Claire Linsky dans les saisons 3 et 4 de la série Section de recherches, et de 2012 à 2013 celui de Livia Tavera dans Mafiosa. Elle joue notamment dans un épisode de Joséphine, ange gardien en 2012, dans la neuvième saison de R.I.S Police scientifique en 2014.
En 2007, elle remonte sur les planches dans Eva de Nicolas Bedos au théâtre des Mathurins, puis enchaine l'année suivante avec Bains de minuit de Jack William Sloane. Elle joue en 2012 dans Ladies Night au théâtre de l'Alhambra, dont une représentation est diffusée en direct en août sur France 2.
En 2018, elle intègre la distribution de Demain nous appartient, où elle joue le rôle de Clémentine Doucet, professeure de sport. Elle sera remerciée par la production en 2021 où son personnage sera assassiné.

### Participations
Linda Hardy est membre du jury des élections de Miss France 2007, Miss France 2012 et Miss France 2021 retransmises sur TF1[réf. nécessaire].
De septembre 2012 à 2014, elle est panéliste de l'émission radiophonique Les Grosses Têtes de Philippe Bouvard sur la radio RTL.
En 2015, elle participe sur NRJ12 à l’émission Les people passent le bac.
En mars 2016, elle est la maîtresse de cérémonie du 6e Festival 2 Valenciennes,.
À l'automne 2019, elle participe à la dixième saison de l'émission Danse avec les stars sur TF1, aux côtés du danseur Christophe Licata, et termine cinquième de la compétition.
En février 2021, elle participe à l'émission Stars à nu sur TF1 aux côtés de la YouTubeuse Lola Dubini, la danseuse Inès Vandamme, l'animatrice Anaïs Grangerac et des anciennes Miss France Nathalie Marquay et Maëva Coucke.
En juin 2024, elle participe à Qui dort perd ! La grande expérience du sommeil sur France 2 avec Titoff, Paloma.

### Mannequin
Après son année de Miss France, Linda Hardy fait du mannequinat durant quelques années et défile, entre autres, pour Katoucha Niane, égérie d'Yves Saint-Laurent devenue créatrice.
En 2007, sur l'initiative de Sylvie Tellier, elle participe avec onze autres Miss France, au projet Calendrier 2008 au profit de l'Association européenne contre les leucodystrophies (ELA) parrainée par Zinédine Zidane. Ce calendrier a été réalisé par Peter Lindbergh.
Depuis 2013, elle représente les marques de cosmétiques Une et Lancaster.

### Auto-entrepreneur
En janvier 2017, Linda Hardy lance sa propre marque de bonbons composés uniquement de fruits, baptisée "Gimme Five". Ce projet lui a été inspiré par son fils, Andréa, âgé alors de sept ans. La société Smart Innov est liquidée le 19 février 2020.

### Vie privée
D'août à octobre 1994, elle a fréquenté brièvement le chanteur Johnny Hallyday.
Elle se marie en 2008 à un marchand d'art avec qui elle a un petit garçon, Andréa, né en 2010,. Elle divorce peu après.
Elle apparaît comme acheteuse potentielle dans la deuxième saison de la série L'Agence lors de sa recherche d'une maison à la campagne pour son fils et elle. Elle n'a pas donné suite aux propositions effectuées pour des raisons budgétaires.

## Filmographie

### Cinéma
- 1999 : Recto/Verso de Jean-Marc Longval : Anne
- 2004 : Immortel, ad vitam d'Enki Bilal : Jill Bioskop
- 2004 : Dernière chance, court-métrage de Gaël Cabouat
- 2005 : Le Souffleur de Guillaume Pixie : Clara
- 2006 : A House Divided de Mitch Davis : Joleh Khalid
- 2007 : Léthé, court-métrage d'Antonin Martin-Hilbert
- 2008 : Tu peux garder un secret ? d'Alexandre Arcady : Nina
- 2008 : The Crimson House de Fabien Pruvot : Josephina Valente
- 2009 : Un homme et son chien de Francis Huster
- 2013 : Duo d'escrocs de Joel Hopkins : la secrétaire de Glaxo
- 2017 : Des amours, désamour de Dominic Bachy : Julie
- 2017 : Mon poussin de Frédéric Forestier : Jeanne, la femme de Paul

### Télévision

#### Téléfilms
- 2007 : Le Fantôme du lac de Philippe Niang : Jeanne Morel
- 2007 : Le Vrai Coupable de Francis Huster : La juge d'instruction Eva-Marie Sébastian
- 2007 : Martin Paris de Douglas Law : Anastasia
- 2008 : La Vie à une de Frédéric Auburtin : Karine

#### Séries télévisées
- 2000-2001 : H : Charlotte Strauss, fille du Pr Strauss (saison 3)
- 2004 : Le juge est une femme : Manon (saison 3, épisode 1 : Mort d'une fille modèle)
- 2007 : Commissaire Cordier : Régina Enescu (épisode 1.03 : Attaque au fer)
- 2007 : La Taupe de Vincenzo Marano : Laure Fanisse
- 2008-2010 et 2022 : Section de recherches : Adjudant-chef Claire Linsky (saisons 3 & 4 ; puis invitée saison 15 en 2022)
- 2009 : L'École du pouvoir, mini-série de Raoul Peck : Mathilde Weber
- 2009 : The Philanthropist : Isabelle (un épisode)
- 2009 : La Taupe - saison 2 : Laure Fanisse
- 2010 : Undercovers : Camille Giffard (épisode 1.05)
- 2012-2014 : Mafiosa : Livia Tavera (saisons 4 & 5)
- 2012 : Joséphine, ange gardien : Aurélia Sternin (épisode 13.61 : Un monde de douceur)
- 2012-2013 : Enquêtes réservées : Major Diane Delange (saisons 5 & 6)
- 2014 : RIS police scientifique : Coralie Dumas, dite « Lilou » (saison 9, épisodes 1-2, 6-8)
- 2017 : Nina (saison 3, épisode 10 : Un vol sans retour) : Sabine Dufresne
- 2018-2021 : Demain nous appartient : Clémentine Doucet, professeur d'E.P.S. (épisodes 212-558 & 740 à 934)
- 2018 : Le juge est une femme, (saison 16, épisode 5 : Désir fatal) : Hélène Rozan
- 2019 : Commissaire Magellan, épisode La Nébuleuse d'Orion : Juliette Morel
- 2021 : Camping Paradis, épisode Allumer le camping : Corinne Pelletier
- 2022 : L'Agence : elle-même
- 2022 : Joséphine, ange gardien (épisode S'aimer de toute urgence) : Charlotte
- 2024 : Bugarach, série télévisée de Fabien Montagner
- 2024 : Supersex (série Netflix) : Denise
- 2025 : Le Nounou de Thomas Sorriaux

## Théâtre
- 2002 : Putain de soirée !, de Daniel Colas, mise en scène de Daniel Colas, Théâtre des Mathurins
- 2007 : Eva de Nicolas Bedos, mise en scène de Daniel Colas, Théâtre des Mathurins
- 2008 : Bains de minuit de Jack William Sloane, mise en scène de Daniel Colas, Théâtre des Mathurins
- 2012 : Ladies Night de Anthony McCarten, Stephen Sinclair et Jacques Collard, mise en scène de Thierry Laval, Théâtre de l'Alhambra
- 2015 : Un certain Charles Spencer Chaplin de Daniel Colas, Théâtre Montparnasse
- 2024-2025 : Vive les vacances … ou pas de Marylin Bal

## Ouvrages
- 2021 : Heureuse et en forme - Mon guide bien-être au naturel, Solar Éditions (978-2-263-17599-2)[18]

- 2025 : Ménopause attitude - Ensemble reprenons le pouvoir, Éditions Leduc (979-10-285-3315-1)[19]